# Coluccio Salutati
Coluccio Salutati, né le 16 février 1331 à Buggiano et mort le 4 mai 1406 à Florence, est un humaniste, chancelier de la République florentine. Il est considéré comme une figure de référence de la Renaissance culturelle florentine.
Coluccio Salutati a consenti des efforts importants pour défendre les studia humanitatis. Avec son cercle d'amis lettrés, dont  Leonardo Bruni, Poggio Bracciolini et Niccolò Niccoli, Coluccio Salutati a étudié et discuté des œuvres de Pétrarque et de Boccace. C'est grâce à lui qu’est créée la première chaire d'enseignement du grec à Florence. Il fait venir en 1397 le savant byzantin Manuel Chrysoloras (né en 1350), qui enseigne le grec jusqu'en 1400 pour un salaire élevé. Ses cours devaient être ouverts à tous et gratuits. Leonardo Bruni, Pier Paolo Vergerio l'ancien, Palla Strozzi font partie de ses élèves.
Il fait connaître la version des Lettres à Atticus de Cicéron, conservée dans un manuscrit découvert en 1345 dans la bibliothèque capitulaire de Vérone, dont il se fait réaliser une copie. Cette copie est utilisée pour les éditions importantes de cette œuvre comme celle de Paolo Manuzio au XVIe siècle.

## Biographie

### Début de carrière
Salutati est né à Stignano, une petite commune près de Buggiano qui fait aujourd'hui partie de la province de Pistoia en Toscane. Après des études à Bologne, où son père vivait en exil après la prise de pouvoir des Gibelins à Buggiano, la famille retourne à Buggiano alors que la ville est devenue partie intégrante de la République florentine. Il y travaille comme notaire et poursuit ses études littéraires, en entrant en contact avec les humanistes florentins Boccace et Francesco Nelli. Son latin classique raffiné et ses lettres qui impressionnèrent les érudits florentins lui valurent le surnom admiratif de « Singe de Cicéron ». En 1367 Coluccio Salutati est nommé chancelier de Todi, dans les États pontificaux. De 1368 à 1370, le secrétaire papal Francesco Bruni l'emmène à Rome comme assistant à la curie papale d'Urbain V récemment rentré d'Avignon. En 1370, grâce à ses relations à la curie, il devient chancelier de la puissante ville toscane de Lucques, un poste qu'il perd rapidement à cause de luttes intestines.

### Chancelier de Florence
En 1374, Coluccio Salutati est nommé à Florence et l'année suivante il en devient chancelier, la position la plus importante dans la bureaucratie de la République florentine. À ce poste il est responsable des correspondances officielles, largement échangées à l'époque avec d'autres États, ainsi que de la rédaction confidentielle des instructions pour les ambassadeurs, en vue d'exercer la diplomatie et de négocier les traités : « Comme chancelier, Florence avait quelqu'un d'exceptionnel, doté non seulement de connaissances juridiques, d'un talent politique rusé et diplomatique, mais aussi de pénétration psychologique, un point fort pour les relations publiques, et d'un rare talent littéraire ».
Ses capacités d'homme d'État ont été testées lorsque Florence dut faire immédiatement face à la guerre avec la papauté.
Salutati s'est efforcé de convaincre Grégoire XI en lui assurant que Florence avait toujours été un membre loyal du parti guelfe.
Bien qu'il n'ait pas su éviter la guerre avec la papauté, Salutati devint rapidement le plus célèbre chancelier d'Italie et un maître de la lettre officielle.
Ennemi principal de Florence au cours de son mandat, Jean Galéas Visconti, duc de Milan, estimait qu'une des lettres de Salutati pourrait « causer plus de dégâts qu'un millier de cavaliers florentins ».
Au cours de sa vie, il vit Florence faire deux fois la guerre contre son puissant rival du Nord, Jean Galéas Visconti.
Son traité De tyranno (« sur le tyran ») publié en 1400, a été très probablement inspiré du personnage de Visconti. Quoique Salutati soit républicain, il reste partisan du monarque universel providentiel décrit par Dante.
À l'occasion, ses lettres ont des conséquences inattendues. Lorsqu'il écrit aux gens d'Ancône en 1376, les incitant au nom de leur liberté à se révolter contre le gouverneur imposé par le pape, il rappelle que les maux de l'Italie proviennent de France.
Ayant blessé par cette lettre le roi de France, Salutati rédigea pour celui-ci une lettre plus conciliante, assurant le roi qu'il ne voulait pas lui causer préjudice et que Florence serait toujours une amie de la France.
En témoignage de son service comme chancelier, Florence paya 250 florins pour ses funérailles en 1406.

## Réalisations culturelles
Le travail culturel de Coluccio Salutati est probablement encore plus important que son travail politique. Pour son métier d'écrivain et d'orateur, il s'inspire de la tradition classique et développe un style de prose puissant, fondé sur le latin de Virgile et de Cicéron : « J'ai toujours cru ». Coluccio Salutati a écrit : « Je dois imiter l'Antiquité pas simplement pour  reproduire, mais afin de créer quelque chose de nouveau ». En ce sens, son propre point de vue sur l'humanisme a été largement inspiré par la génération des humanistes de l'Antiquité.
Admirateur de Pétrarque, il consacre une grande partie de son salaire à constituer une collection de 800 livres, qui constitue la plus grande bibliothèque florentine de l'époque. Il recherche également les manuscrits classiques, fait un certain nombre de découvertes importantes, la plus marquante étant les lettres de Cicéron à ses amis Epistulae ad familiares, qui infirment la conception médiévale de l'homme d'État romain.
Coluccio Salutati a également fait des études importantes d'histoire, liant l'origine de Florence à la République romaine et non à l'Empire romain. De son vivant, l'étude de la littérature laïque, notamment la littérature païenne, étant découragée par l'Église catholique romaine, il joue un rôle important dans le changement de ces perspectives, engageant souvent des débats théologiques sur le fond de la littérature païenne avec les représentants de l'Église.
Il a favorisé le travail des jeunes humanistes tels que Poggio Bracciolini, Niccolò Niccoli, Leonardo Bruni et Pier Paolo Vergerio. Il a aussi fait venir à Florence, en 1397, l'érudit byzantin Manuel Chrysoloras pour tenir l'un des premiers cours de grec depuis la fin de l'Empire romain.
Après Boèce, les occidentaux parlent ou lisent peu le grec. De nombreuses œuvres grecques antiques de science et de philosophie ne sont pas disponibles dans la traduction latine ; néanmoins, quelques textes latins d'Aristote étaient parvenus en Europe via l'Espagne musulmane et la Sicile. Ces textes, cependant, sont traduits de l'arabe, plutôt que du grec. En faisant venir Chrysoloras à Florence, Salutati rend possible à un groupe restreint de spécialistes, dont Bruni et Vergerio, la lecture d'Aristote et de Platon en grec original.

## Autres
Coluccio Salutati a ajouté deux signes nouveaux à la ponctuation : le point d'exclamation et les parenthèses,.

## Œuvres
- Épistolaire
- Invectiva (Invective), 1403
- De sæculo et religione (Le siècle et la religion), 1381
- De fato, fortuna et casu (Le fait, la fortune et le cas), 1396 - 1399
- De nobilitate legum et medicinæ (La noblesse des lois et de la médecine), 1399
- De tyranno (Le tyran), 1400
- De laboribus Herculis (Les fatigues d'Hercule), inachevé.